# Ålltjärnen
Ålltjärnen är en sjö i Sollefteå kommun i Ångermanland och ingår i Ångermanälvens huvudavrinningsområde. Sjön har en area på 0,0627 kvadratkilometer och ligger 170,4 meter över havet.

## Delavrinningsområde
Ålltjärnen ingår i det delavrinningsområde (701286-157562) som SMHI kallar för Utloppet av Skedomsjön. Medelhöjden är 177 meter över havet och ytan är 11,44 kvadratkilometer. Räknas de 8 avrinningsområdena uppströms in blir den ackumulerade arean 52,86 kvadratkilometer. Strinneån som avvattnar avrinningsområdet har biflödesordning 2, vilket innebär att vattnet flödar genom totalt 2 vattendrag innan det når havet efter 35 kilometer. Avrinningsområdet består mestadels av skog (85 procent). Avrinningsområdet har 0,7 kvadratkilometer vattenytor vilket ger det en sjöprocent på 6,1 procent.